# Félix Chapman
Félix Emilio Chapman Piñeiro (San José de las Lajas, 5 ottobre 1996) è un pallavolista cubano, opposto dei Changos de Naranjito.

## Biografia
Nel 2015, dopo aver conquistato il bronzo alla NORCECA Champions Cup a Detroit, decide di disertare la nazionale cubana e chiedere asilo politico alle autorità migratorie statunitensi insieme al connazionale Inovel Romero.

## Carriera

### Club
La carriera di Félix Chapman inizia nel 2014, nei tornei amatoriali cubani, con la formazione provinciale di Mayabeque, giocando nel ruolo di centrale. Torna in campo dopo due anni di inattività, con la Turabo, nella Liga Atlética Interuniversitaria de Puerto Rico, dove disputa la finale per il titolo. Si trasferisce quindi negli Stati Uniti d'America, partecipando a un'altra lega universitaria, la NAIA Division I, dove con la Grand View, dal 2018 al 2021 e passandro al ruolo di schiacciatore, vince due titoli nazionali; fa inoltre incetta di riconoscimenti individuali, tra i quali quello di AVCA National Newcomer of the Year, tre premi come AVCA National Player of the Year e altrettante certificazioni come giocatore dell'anno dalla NAIA, oltre ai due premi come MVP dei tornei conquistati. 
Debutta tra i professionisti con i Dallas Tornadoes, dove partecipa alla NVA 2021 nel ruolo di opposto e alla NVA 2022 nel ruolo di schiacciatore, ottenendo il riconoscimento come miglior giocatore nella sua posizione. Per la NVA 2023 passa ai Las Vegas Ramblers, ricevendo ancora un premio come miglior schiacciatore. Nel corso della Liga de Voleibol Superior Masculino 2023 fa ritorno a Porto Rico, ingaggiato dai Changos de Naranjito, dove ritorna anche poco dopo l'inizio dell'annata seguente, giocando come opposto.

### Nazionale
Fa parte della nazionale cubana Under-19 che conquista la medaglia d'oro al campionato nordamericano 2012 e partecipa al campionato mondiale 2013.
Nel 2014 debutta in nazionale maggiore, conquistando nel corso dell'estate l'oro alla Coppa Panamericana 2014 e il bronzo ai XXII Giochi centramericani e caraibici. Un anno dopo si aggiudica ancora un bronzo alla NORCECA Champions Cup, dove chiude la sua carriera in nazionale.

## Palmarès

### Club
- NAIA Division I: 2

2018, 2021

### Nazionale (competizioni minori)
- Coppa Panamericana 2014
- Giochi centramericani e caraibici 2014
- NORCECA Champions Cup 2015

### Premi individuali
- 2018 - AVCA National Newcomer of the Year
- 2018 - AVCA All-America First Team
- 2018 - NAIA Division I: Des Moines National MVP
- 2019 - AVCA National Player of the Year
- 2019 - AVCA All-America First Team
- 2019 - NAIA National Player of the Year
- 2019 - NAIA All-America First Team
- 2020 - AVCA National Player of the Year
- 2020 - AVCA All-America First Team
- 2020 - NAIA National Player of the Year
- 2020 - NAIA All-America First Team
- 2021 - AVCA National Player of the Year
- 2021 - NAIA National Player of the Year
- 2021 - AVCA All-America First Team
- 2021 - NAIA All-America First Team
- 2021 - NAIA Division I: Des Moines National MVP
- 2022 - National Volleyball Association: Miglior schiacciatore
- 2023 - National Volleyball Association: Miglior schiacciatore